# I'm all right (JAYWALKのアルバム)
『I'm all right』（アイム・オール・ライト）は、JAYWALK18枚目のオリジナル・アルバム。2001年6月21日、meldacから発売された。

## 概要
「HEAVEN」より2年3ヶ月振りの新作。

## 収録曲
全作詞：知久光康（#1以外）／編曲：JAYWALK
1. Love is a many splendored thing (慕情)
作詞・作曲：P.F.Webster & S.Fine
2. I'm all right
作曲：知久光康
3. 小さな君と八月の彼 (とりあえず大人)
作曲：杉田裕
4. 空っぽの部屋に忘れたものは
作曲：杉田裕
5. 愛されているのなら
作曲：中内助六
6. 月光
作曲：中川謙太郎
7. 不完全な俺たち
作曲：中内助六
8. 二人の舟
作曲：知久光康
9. Step by step
作曲：知久光康
テレビ朝日・ABC系全国ネット『人気者でいこう!』エンディングテーマ
10. 始まりはいつだって
作曲：杉田裕
11. もうひとりの自分を、君に今日会わせたい
作曲：杉田裕
三菱電機グループTV-CMソング
12. オレたちの日々
作曲：知久光康